# Aortagraftinfektion
Aortagraftinfektion (AGI) avser infektion, oftast bakteriell, i en kärlprotes (graft eller stentgraft) i stora kroppspulsådern. Infektionen kan i sig orsaka episoder med återkommande sepsis (blodförgiftning), alternativt degradera kärlprotesen och den närliggande kärlväggen vilket kan föranleda livshotande blödningar. AGI är associerad med hög mortalitet och kräver generellt kirurgisk intervention med resektion av den infekterade kärlprotesen och kärlrekonstruktion.

## Definition
Den mest aktuella definitionen av AGI enligt Management of Aortic Graft Infection Collaboration (MAGIC) föreslogs av Lyons et al. 2016 och är kriteriebaserad på radiologiska, kliniska- och mikrobiologiska fynd. Detta inbegriper bland annat röntgenfynd i form av gas i nära anslutning till kärlprotesen, närliggande abscesser och förekomst av bakterier vid odlingar från blod- eller explanterad kärlprotes.

## Behandling
Behandlingen av AGI består av två huvudsakliga principer: i) Långvarig medicinsk antimikrobiell behandling (antibiotika), ii) Kirurgisk behandling med elimination av infekterat främmande material och rekonstruktion av kärlsegmentet.
Radikal resektion av den infekterade kärlprotesen innebär omfattande kirurgi och även i selekterat material vid AGI i bukaorta ligger 30-dagars moraliteten efter genomgånget ingrepp kring 20-30%. I utvalda fall, exempelvis vid fokal infektion eller vid uttalad komorbiditetsbörda kan en konservativ- eller semikonservativ strategi appliceras. Detta innebär livslång antibiotikabehandling, eventuellt kompletterad med kirurgisk debridering av lokalt infekterad vävnad samt partiell resektion av kärlgraftet.